# Torna "El Grinta"
Torna "El Grinta" (Rooster Cogburn) è un film statunitense del 1975 di Stuart Millar.
Sequel del Grinta del 1969, è interpretato da Katharine Hepburn e John Wayne, per la prima e unica volta nella loro carriera insieme in un film. Il doppiaggio italiano è a cura della SincroVox di Rino Bolognesi.

## Trama
"Grinta" Cogburn (nell'originale "Rooster" Cogburn) uccide quattro rapinatori, in veste di sceriffo, dopo aver intimato loro di arrendersi.
Per questo motivo finisce in tribunale davanti al giudice Parker, che, dopo l'ennesimo caso di giustizia personale da parte di "Grinta", è costretto a revocargli la carica.
Intanto altri rapinatori, capitanati da un losco individuo di nome Hawk, assaltano un carro che portava munizioni e nitroglicerina, da utilizzare per far saltare in aria una banca.
Nonostante sia stato destituito, il giudice, non sapendo a chi affidare il caso, richiama "Grinta". Questi si mette in viaggio, ma i banditi lo precedono.
Fanno strage in un piccolo villaggio di indiani retto da un pastore protestante con la figlia Eula.
Si salvano solo Eula e un giovane indiano.
Dopo varie avventure in cui la donna e "Grinta" hanno l'occasione per conoscersi meglio, i due, aiutati dal ragazzo indiano, riescono a uccidere i rapinatori con un tranello, ed Eula convince il giudice a ridare il lavoro a "Grinta".